# Георги Парталев
Георги Тодоров Парталев е български революционер, деец на Вътрешната македоно-одринска революционна организация, преминал на служба към турското разузнаване под името Исмаил Хакъ бей, участник и организатор на редица атентати в България.

## Биография
Георги Парталев е роден в град Велес, тогава в Османската империя, днес в Северна Македония. Присъединява се към ВМОРО, но по време на междуособиците в организацията се дистанцира от нея. След Младотурската революция бяга в Цариград, където се присъединява за кратко към Червените братя. После преминава на служба в турската тайна полиция и са му възложени задачи за редица атентати на територията на България. През 1912 година ръководи операция за убийството на македонските дейци Никола Генадиев, Симеон Радев, Христо Матов и Тане Николов, останала известна като Аферата с библиите, същата година участва в заговора за убийството на Фердинанд I и Николай II в София. Парталев тайно информира българската полиция за двата атентата, поради което те са предотвратени. През 1915 година участва в атентата в Градското казино, при който загиват 4 души, а други 8 са ранени, въпреки че Парталев прави опит да осуети акцията и да я издаде на българската полиция.
Преди включването на България в Първата световна война Парталев е изпратен от турското разузнаване в Босна, където да организира партизански отряди от местното мюсюлманско население, но вместо това той остава в България. До края на войната се укрива при кмета на Търново Борис Мокрев, а след това при протосингела на Българската екзархия архимандрит Паисий. След войната е заловен от членове на ВМРО и е предаден на българските власти, след което е изпратен в затвор. Освободен е след ходатайство на Павел Генадиев до вътрешния министър от БЗНС Александър Димитров. На Великден 1921 година Георги Парталев е застрелян на улица „Св. св. Кирил и Методий“ в София вероятно от терористи на ВМРО.